# Claude Onesta
Claude Onesta (Albi, 6 febbraio 1957) è un allenatore di pallamano, ex pallamanista e dirigente sportivo francese, direttore generale della nazionale francese.

## Carriera
Da giocatore ha militato nel Fenix Toulouse Handball dal 1968 al 1987. Ha allenato il Fenix Toulouse dal 1987 al 2001, anno in cui è diventato allenatore della nazionale di pallamano maschile francese. Ha lasciato il ruolo di allenatore per diventare amministratore generale della nazionale nel 2016, dopo aver vinto due olimpiadi (2008 e 2012), una medaglia d'argento olimpica (2016), tre mondiali e tre europei.

## Palmarès

### Allenatore

#### Francia
Olimpiadi
- 3 medaglie:
  - 2 ori (Pechino 2008; Londra 2012)
  - 1 argento (Rio de Janeiro 2016)

Mondiali
- 5 medaglie:
  - 3 ori (Croazia 2009; Svezia 2011; Qatar 2015)
  - 2 bronzi (Portogallo 2003; Tunisia 2005)

Europei
- 4 medaglie:
  - 3 ori (Svizzera 2006; Austria 2010; Danimarca 2014)
  - 1 bronzo (Norvegia 2008)